# Droga wojewódzka 955
Die Droga wojewódzka 955 (DW 955) ist eine acht Kilometer lange Droga wojewódzka (Woiwodschaftsstraße) in der polnischen Woiwodschaft Kleinpolen, die Sułkowice mit Jawornik verbindet. Die Strecke liegt im Powiat Myślenicki.

## Streckenverlauf
Woiwodschaft Kleinpolen, Powiat Myślenicki
-  Sułkowice (DW 956)
- Rudnik
-  Jawornik (DK 7)